# Gare de Ranspach
Gare de Ranspach vasútállomás Franciaországban, Ranspach településen.

## Vasútvonalak
Az állomást az alábbi vasútvonalak érintik:
- Lutterbach-Kruth-vasútvonal

## Kapcsolódó állomások
A vasútállomáshoz az alábbi állomások vannak a legközelebb:
- Gare de Wesserling
- Gare de Saint-Amarin